# Kai Siegbahn
Kai Manne Börje Siegbahn (Lund, 20 aprile 1918 – Ängelholm, 20 luglio 2007) è stato un fisico svedese, vincitore, insieme ad Arthur Schawlow e Nicolaas Bloembergen, del premio Nobel per la fisica nel 1981, per «il suo contributo allo sviluppo della spettroscopia degli elettroni ad alta risoluzione».

## Biografia
Figlio di Manne Siegbahn, anch'egli vincitore del Nobel per la fisica (1924), studiò all'Università di Stoccolma, ove ottenne il dottorato nel 1944. Il premio Nobel per la fisica del 1981 fu condiviso con Nicolaas Bloembergen e Arthur Schawlow, ma questi ultimi lo vinsero in base a una diversa motivazione, ovvero per il loro contributo allo sviluppo della spettroscopia laser.
Il lavoro che valse il Nobel a Siegbahn riguardava il metodo della spettroscopia degli elettroni per l'analisi chimica, ora descritta come spettroscopia fotoelettronica a raggi X.